# Nie gotujemy
Nie gotujemy – piosenka The Dumplings ósma z kolei na płycie i pierwszy singel pochodzący z albumu Sea You Later. Promocja singla rozpoczęła się 26 października 2015 i ponownie wszczęto ją 9 listopada 2015. Teledysk do piosenki zrealizowany przez Filipa Szmidta ukazał się 28 listopada 2015.

## Notowania
- Uwuemka: 10[4]
- Lista przebojów z charakterem RDC: 11[5]
- SLiP: 22[6]
- Lista Przebojów Trójki: 27[7]

## Nagrody i wyróżnienia
- platynowa płyta[8]
- "Najlepsze polskie piosenki 2015" według portalu T-Mobile Music: pozycja 4[9]